# Budynek Starostwa Powiatowego w Katowicach
Budynek Starostwa Powiatowego w Katowicach – dawna siedziba Starostwa Powiatowego w Katowicach, a współcześnie gmach Pionu Cywilnego Sądu Rejonowego Katowice-Zachód w Katowicach, położony przy ulicy Warszawskiej 45 w Katowicach, w dzielnicy Śródmieście.
Powstał on w 1876 roku prawdopodobnie według projektu Hanniga, natomiast w 1925 bądź 1936 roku został przebudowany na styl neorenesansowy. Gmach ten wyróżnia się dwoma bonitowanymi ryzalitami zwieńczonymi attykami i wpisany jest on do rejestru zabytków.

## Historia

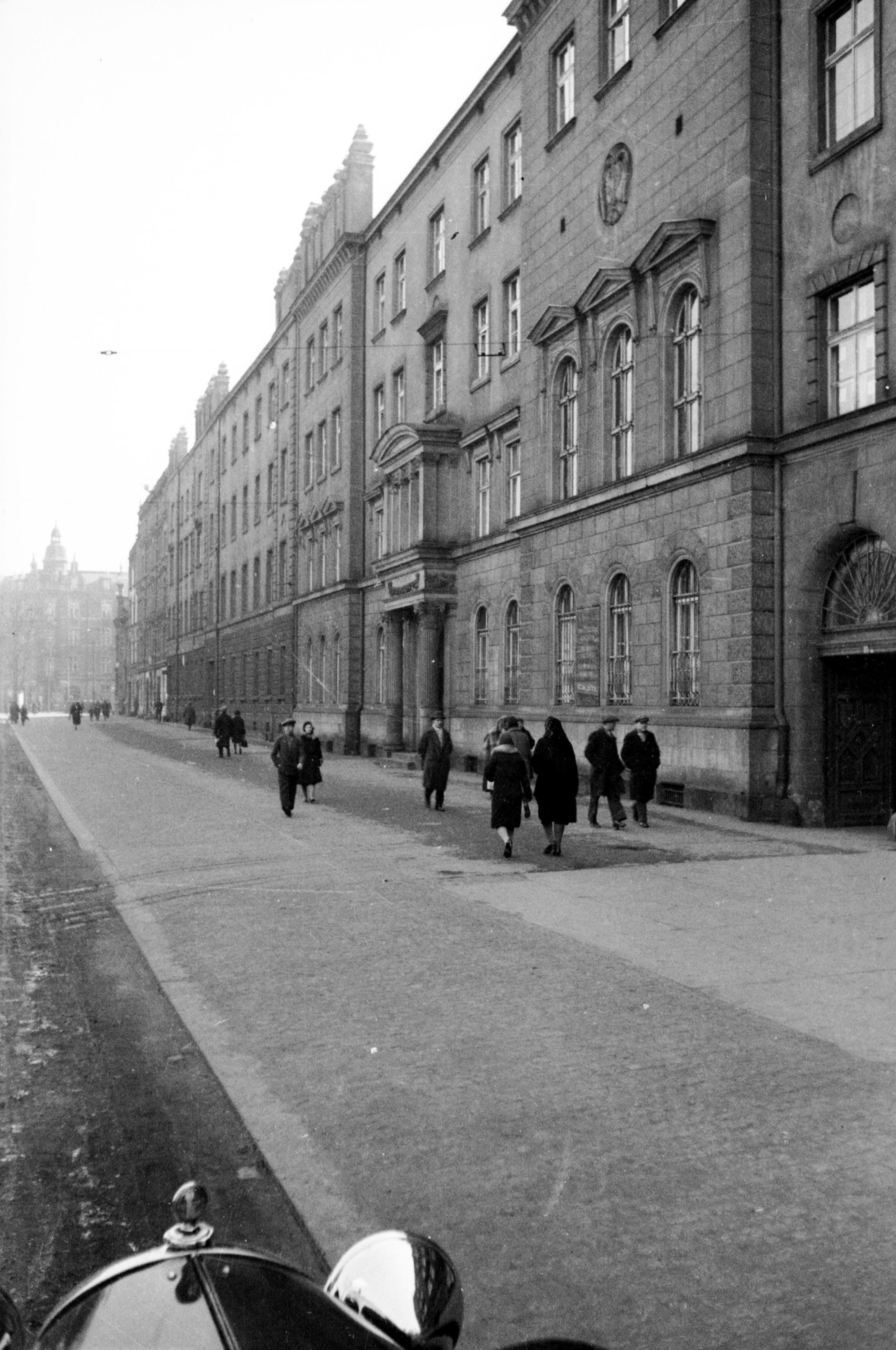
Dawny gmach starostwa powiatowego w 1931 roku

Gmach przy obecnej ulicy Warszawskiej 45 został wybudowany w 1876 roku prawdopodobnie według projektu Hanniga, który zaprojektował go w 1875 roku. Powstał on jako siedziba władz powołanego w 1873 roku powiatu katowickiego. W gmachu tym znajdowały się: urząd powiatowy (landratura), mieszkania służbowe naczelnika powiatu (landrata) oraz urząd stanu cywilnego. W 1919 roku gmach został nadbudowany o jedno piętro.
W okresie międzywojennym gmach zajmowały: Starostwo Powiatowe w Katowicach, Powiatowy Sąd Pracy, Powiatowy Bank Budowlany oraz Powiatowa Kasa Komunalna. W 1925 bądź 1936 roku gmach Starostwa Powiatowego w Katowicach został przebudowany, zyskując styl neorenesansowy. Na parterze znajdowały się wówczas: biura, pokój dozorcy, informacja, westybul i kasa powiatowa, na pierwszym piętrze: pokoje, biura, kuchnia i sala zebrań, na drugim piętrze: sala posiedzeń, biura starosty i wicestarosty, pokoje i kuchnia, na trzecim biura i laboratorium. Projekt tej przebudowy opracował architekt Franciszek Krzywda-Polkowski, ograniczając się jedynie do nadania nowego kształtu fasadzie.
27 i 28 sierpnia 1922 roku w gmachu gościł i nocował marszałek Józef Piłsudski, który przybył do Katowic na uroczystości wręczenia odznaczeń powstańcom śląskim. W latach 1927–1932 mieszkał tutaj dr Tadeusz Saloni – ówczesny wicewojewoda śląski.
W okresie niemieckiej okupacji Polski w czasie II wojny światowej budynek dalej pełnił siedzibę starostwa powiatowego. W tym okresie planowano niewielkie przebudowy we wnętrzach.
W 1945 roku gmach przejęła polska administracja. Do 1951 roku w gmachu działało Starostwo Powiatowe w Katowicach, które zostało zlikwidowane wraz ze zniesieniem powiatu katowickiego. Omawiany gmach stał się później siedzibą sądu.
11 sierpnia 1992 roku dawny gmach Starostwa Powiatowego w Katowicach wpisano do rejestru zabytków, a w latach 1994–1996 został on wyremontowany. W ramach tych prac dokonano m.in. konserwacji sali zebrań. Wówczas w gmachu mieściły się Sąd Pracy oraz Powiatowy Urząd Pracy. W 2005 roku miasto Katowice przekazało gmach w akcie darowizny na rzecz Skarbu Państwa – Sądu Rejonowego w Katowicach. W 2010 roku dokonano renowacji attyk, rok później zaś wykonano malowanie wewnątrz gmachu.

## Charakterystyka
Dawny gmach Starostwa Powiatowego w Katowicach położony jest przy ulicy Warszawskiej 45 w Katowicach, w granicach dzielnicy Śródmieście. Znajduje się on w południowej pierzei ulicy, w zwartym kwartale zabudowy. Gmach ten jest siedzibą Pionu Cywilnego Sądu Rejonowego Katowice-Zachód w Katowicach.
Powstał on na planie litery „L”. Powierzchnia użytkowa gmachu wynosi 1937,90 m², a powierzchnia zabudowy 771 m². Ma pięć kondygnacji nadziemnych i podpiwniczenie.
Dawny gmach Starostwa Powiatowego w Katowicach jest obiektem w stylu neorenesansowym z mocno podkreślonymi akcentami „narodowymi” z uwagi na jego przeznaczenie jako siedziby władz polskich. Przypomina ona fasady włoskich renesansowych pałaców, co najbardziej widoczne jest na pierwszej kondygnacji, która nawiązuje do pałacu Pitti we Florencji. Ponadto jego fasada nawiązuje do renesansowych polskich kamienic.
Dwunastoosiowa fasada kamienicy, zaakcentowana jest słabo uwydatnionymi bocznymi trzyosiowymi pseudoryzalitami, przy czym zachodni obejmuje osie 9–11. W skrajnej, dwunastej osi znajduje się brama wjazdowa. W części środkowej budynku fasada podzielona jest na pięć nieregularnych osi; w środkowej znajduje się brama wjazdowa. Okna parteru zamknięte są półkoliście. Na drugiej kondygnacji, w części ryzalitowej, znajdują się potrójne okna otoczone bogatymi obramowaniami zwieńczonymi nadprożami w formie trójkątnych frontów. W ryzalicie zachodnim na trzeciej kondygnacji brak jest okien – ich miejsce zajmuje dekoracyjny medalion. Ryzality wieńczą wysokie attyki grzebieniowe. Część parterowa budynku oraz oba pseudoryzality na całej wysokości są boniowane.
W dwukondygnacyjnej sali zebrań zachowały się złocone polichromie z lat 80. XIX wieku, drewniany kasetonowy strop oraz fryz z niszami, w których umieszczono w 1936 roku obrazy autorstwa Felicjana Szczęsnego Kowarskiego.
Gmach ten wpisany jest do rejestru zabytków pod numerem A/1488/92. Wpisany jest także, wspólnie z budynkami o numerach 47 i 49, do gminnej ewidencji zabytków miasta Katowice.